# 南城内村
南城内村（みなみじょうないむら）は、かつて新潟県南魚沼郡にあった村。

## 沿革
- 1889年（明治22年）4月1日 - 町村制施行に伴い南魚沼郡山口村、岡村、上出浦村、下出浦村、上薬師堂村、下薬師堂村、野際村、妙音寺村、藤原村、法音寺村、田崎村、新堀村、新堀新田が合併し、南城内村が発足。
- 1901年（明治34年）11月1日 - 南魚沼郡北城内村と合併し、城内村となり消滅。